# Алое Альфреда
Aloe alfredii (укр. Алое Альфреда)  — сукулентна рослина роду алое.

## Етимологія
Видова назва дана на честь Альфреда Разафіндрацири (Alfred Razafindratsira) (1941—1987), мадагаскарського колекціонера рослин і власника розплідника рослин.

## Морфологічні ознаки
Стебло висотою 25 см та 1,5 см в діаметрі, лінійні листя до 30 см завдовжки і 1,5 см у завширшки, тьмяно-зеленого кольору. Краї листа щільно всіяні дрібними зубчиками білого кольору, завдовжки 1 мм. Прості суцвіття 60 см заввишки, волоть циліндрична 10х6 см.

## Місця зростання
Зростає у провінції Антананаріву, регіон Вакінанкаратра на Мадагаскарі (гора Ібіті) на висоті 1 500 м над рівнем моря.

## Утримання
Для нормального зростання цієї рослини портібна температура не менше 10 °C (50 °F). Добре витримує посуху. Надає перевагу сонячним місцям або легкій тіні.

## Охоронний статус
Входить до списку Конвенції про міжнародну торгівлю видами дикої фауни і флори, що перебувають під загрозою зникнення (CITES).